# Fernando Platas
Fernando Platas, född den 16 mars 1973 i Mexico City, är en mexikansk simhoppare.
Han tog OS-silver i svikthopp i samband med de olympiska simhoppstävlingarna 2000 i Sydney.